# Finnboda varvs marketenteri

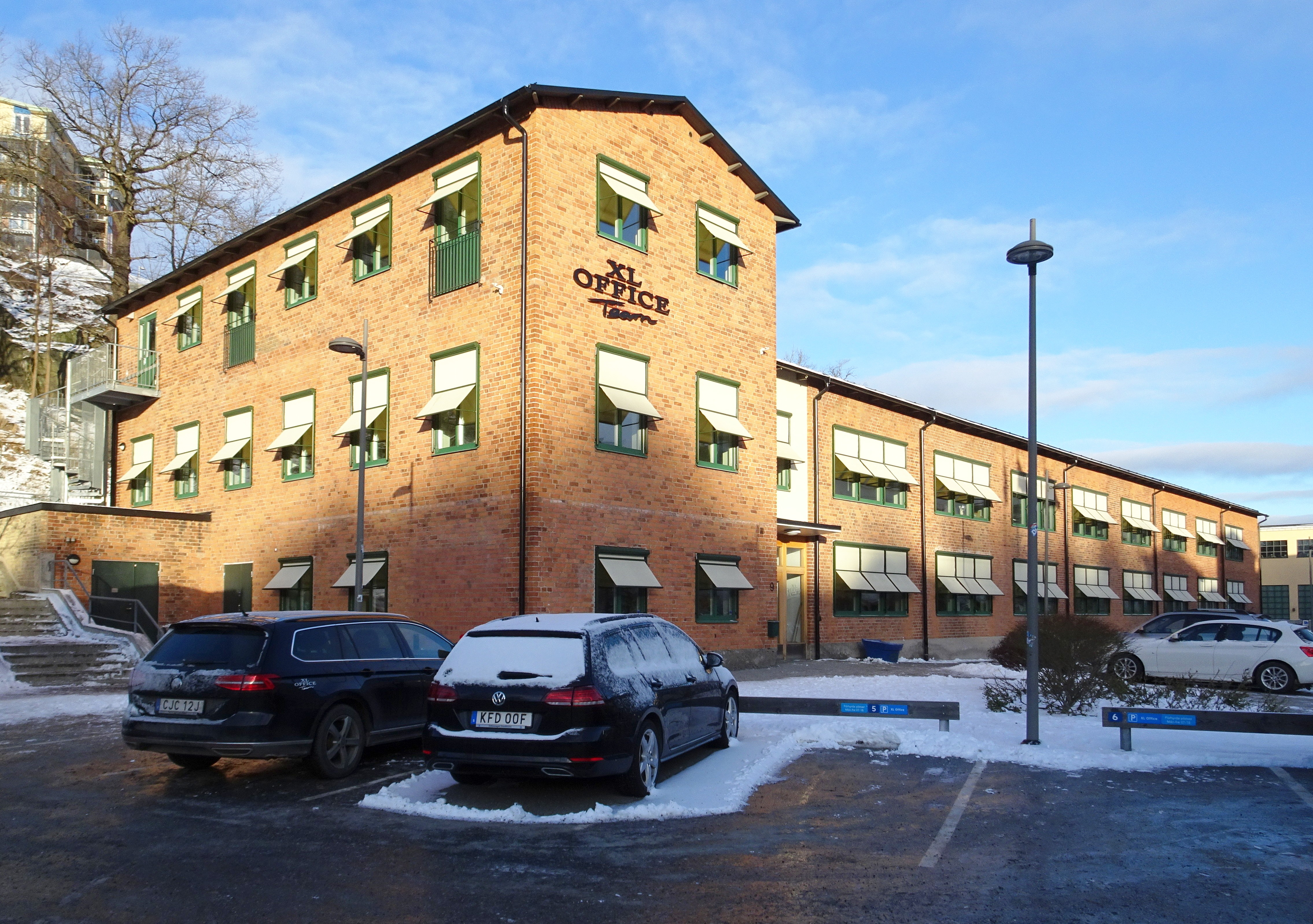
Före detta Marketenteriet, januari 2022.

Finnboda varvs marketenteri, även kallat Markan (fastigheten Sicklaön 37:78) är en kulturhistoriskt värdefull industribyggnad belägen vid Finnboda Varvsväg 9 i bostadsområdet Finnboda på nordvästra Sicklaön i Nacka kommun. Det före detta marketenteriet representerar en av de byggnader som tillhörde Finnboda varv och som ansågs värt att bevara efter varvets nedläggning. Fastigheten har en q-märkning i gällande detaljplan, vilket innebär att den ej får rivas eller exteriört förvanskas. Byggnaden inhyser idag lokaler för kontor och skola.

## Historik
Under andra världskriget upplevde Finnboda varv en expansiv fas. Verksamheten moderniserades och flera nya byggnader uppfördes på varvsområdet, bland dem en ny svets- och verkstadshall och en matsalsbyggnad (marketenteriet). Den långsträckta tegelbyggnaden byggdes i en utsprängd bergsficka nedanför Finnbodaberget nära entrén till varvet och stod färdig 1942. Lågdelen med två våningar innehöll matsalar och kök, medan den tvärställda högdelen i tre våningar inhyste bland annat kontor, personalrum, tvätt- och duschrum samt läkarmottagning. Matbespisningen var den enda arbetsplatsen för kvinnor på varvet. Ända in på 1970-talet fanns fyra matsalar: en för arbetarna, en för tjänstemännen, en för de högre tjänstemännen och en för varvets direktion.

Historiska bilder
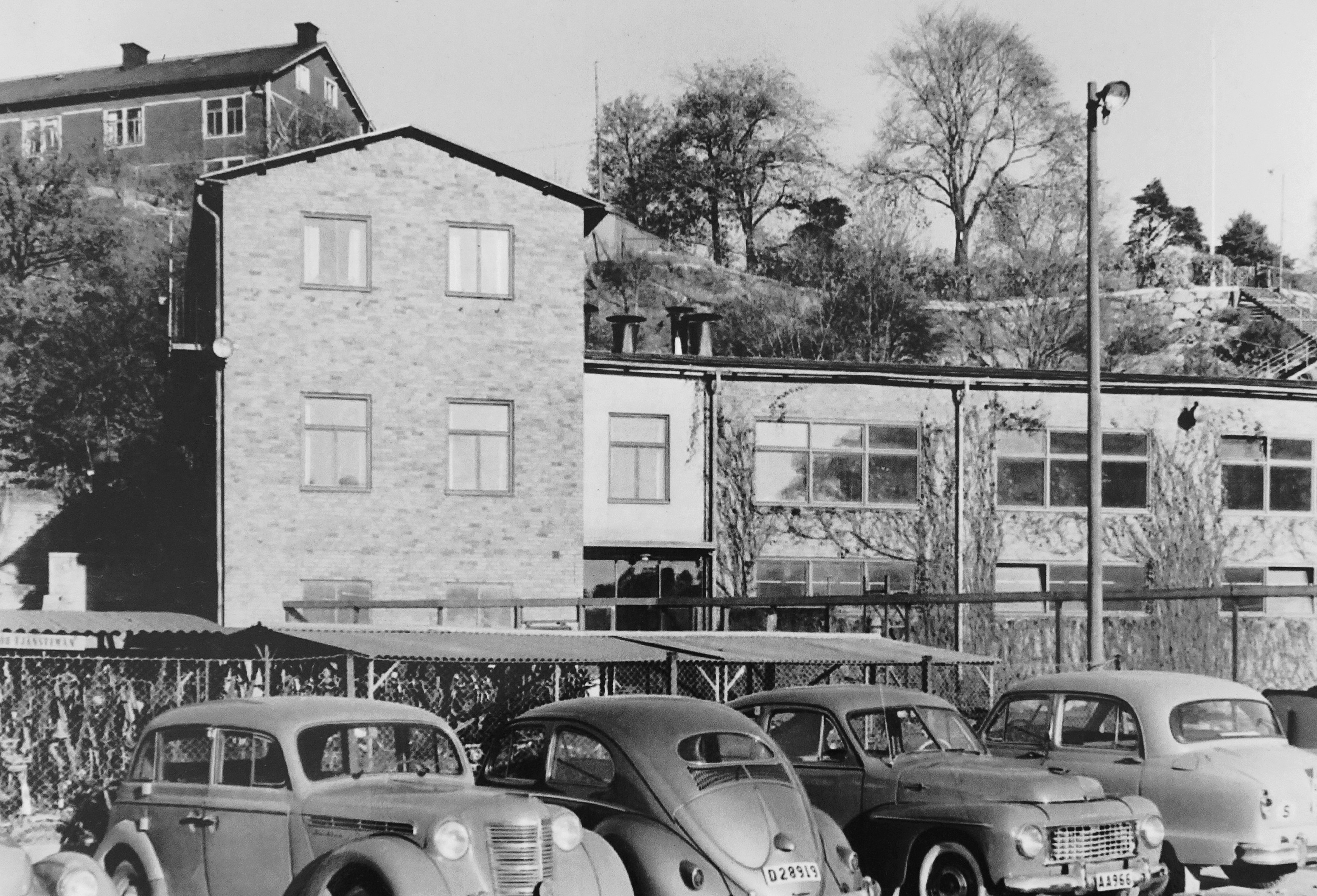
Markan 1949.
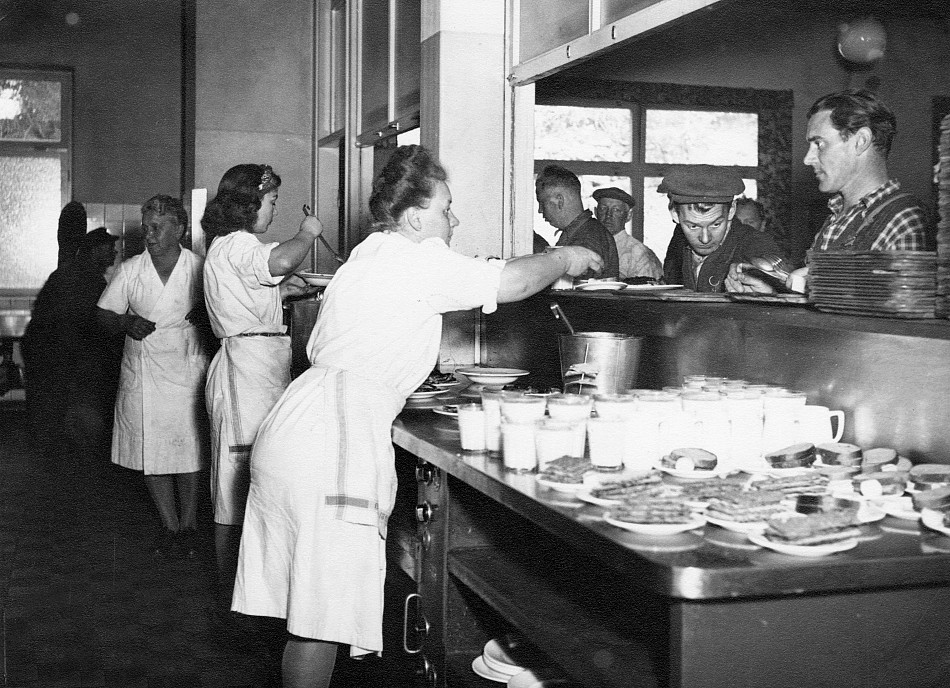
Matutlämning 1948.
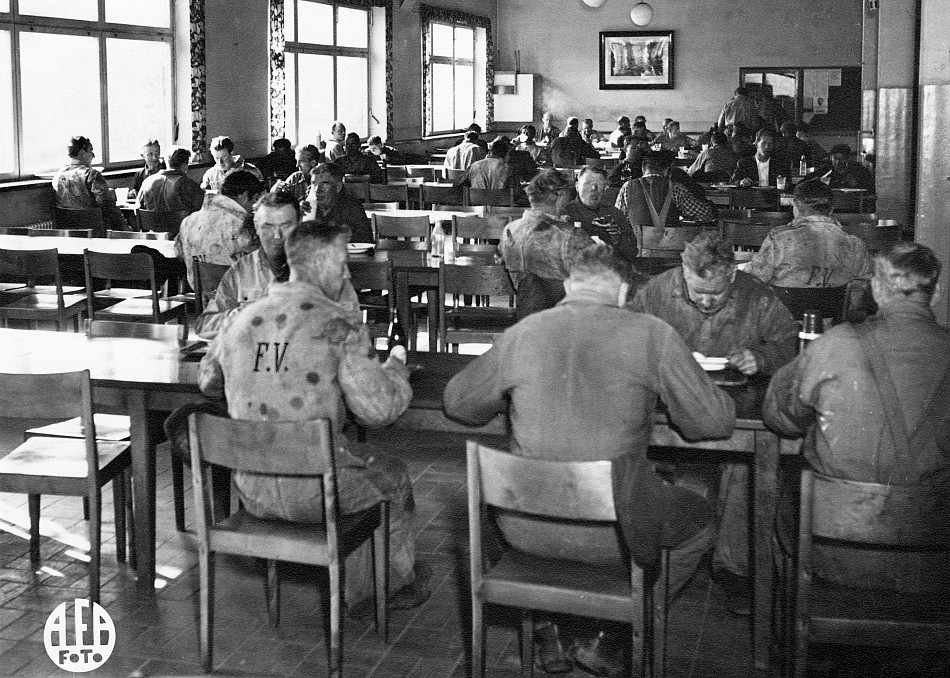
Matsalen för arbetare 1949.
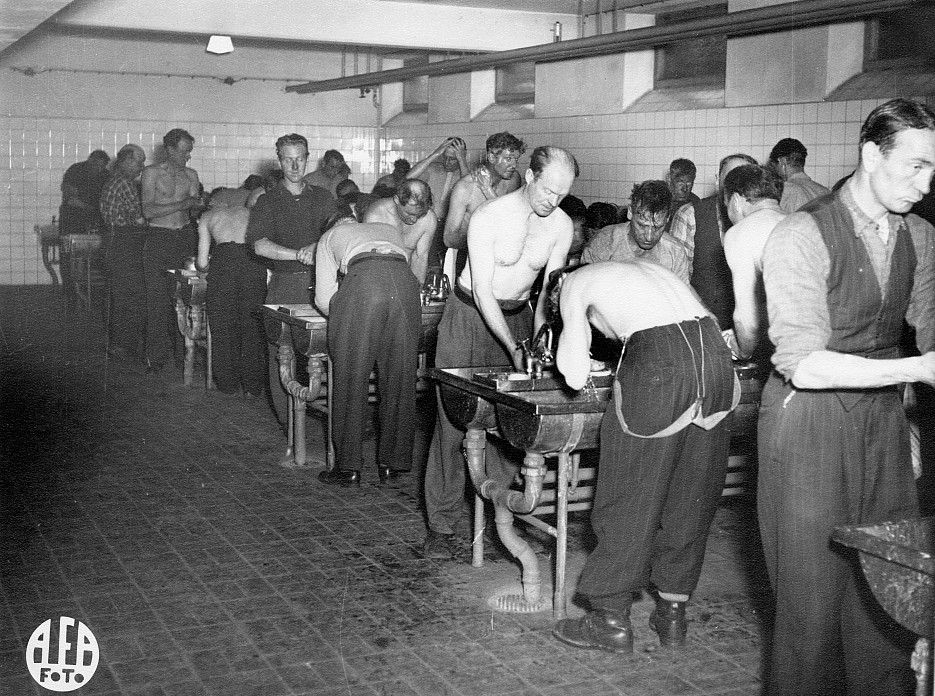
Tvättrummet 1948.

### Byggnadens vidare öden
Efter nedläggningen av varvsverksamheten 1991 förvärvades hela området 1997 av HSB med syftet att skapa ett attraktivt bostadsområde delvis integrerat med verksamheter. I detaljplanen från år 2003 fick byggnaden en q-märkning samt beteckning SK vilket betyder användning som skola och utbildning. I planen hade därför en skoltomt reserverats för att möjliggöra en tillbyggnad av marketenteriet åt söder för att täcka behovet av skollokaler i det nya bostadsområdet och i närheten. Efter en genomgripande renovering av byggnaden 2014 används fastigheten för skol- och kontorsverksamhet. För utformningen svarade Ankar Arkitekter. Byggnaden ägs av Vimpelkullen Fastigheter AB. Tillbyggnad för en skola utfördes inte.

Nutida bilder
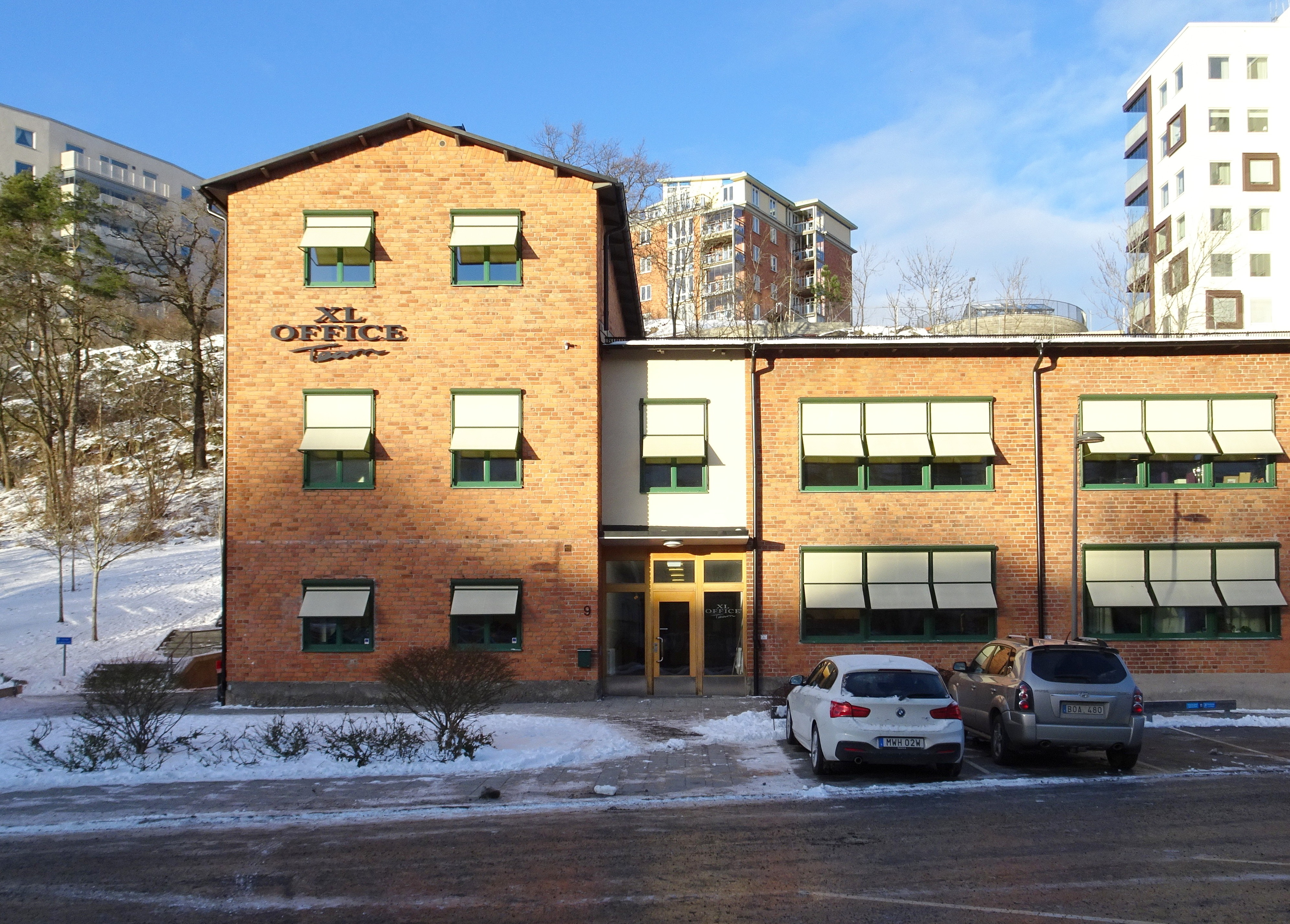
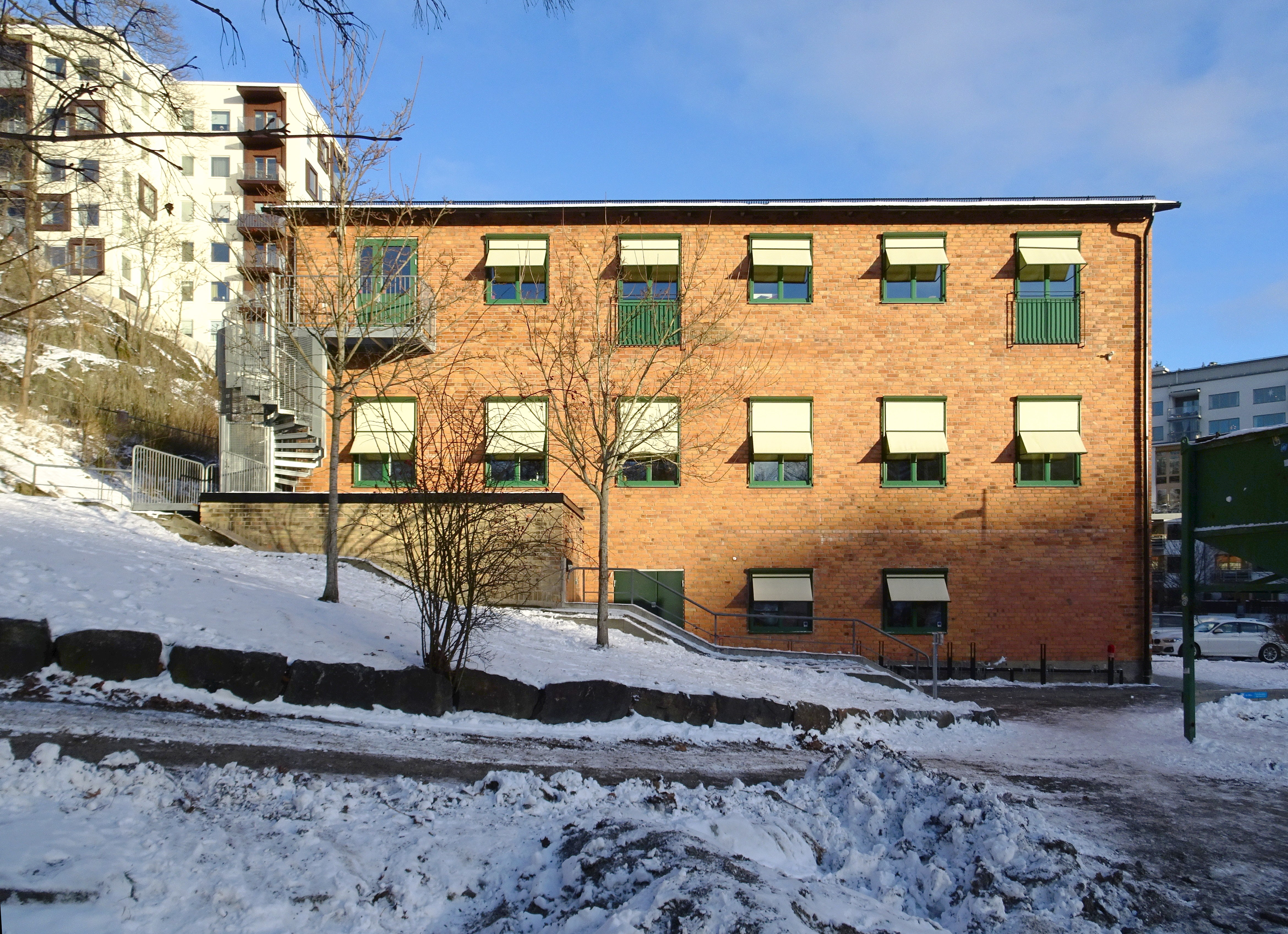
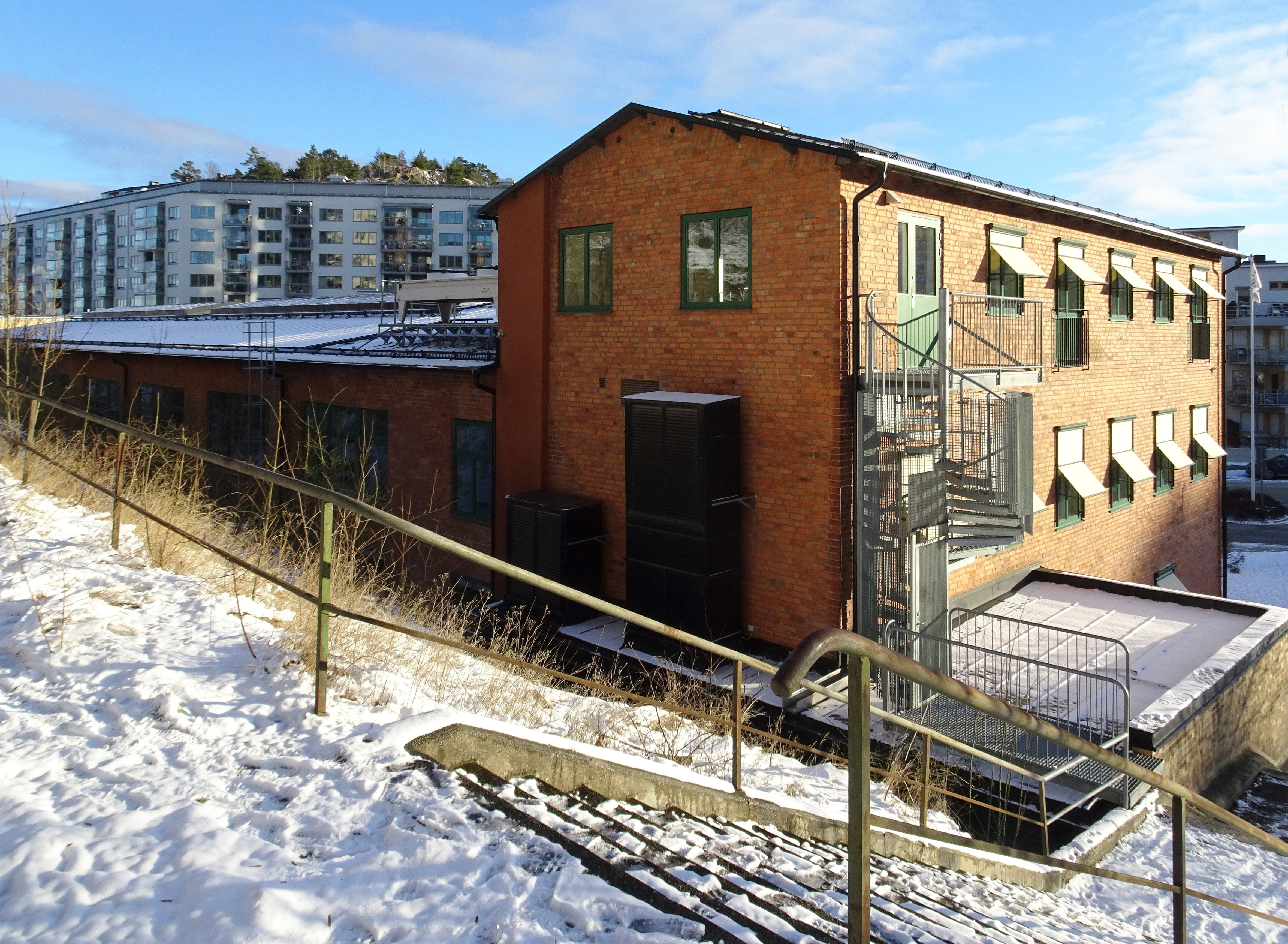
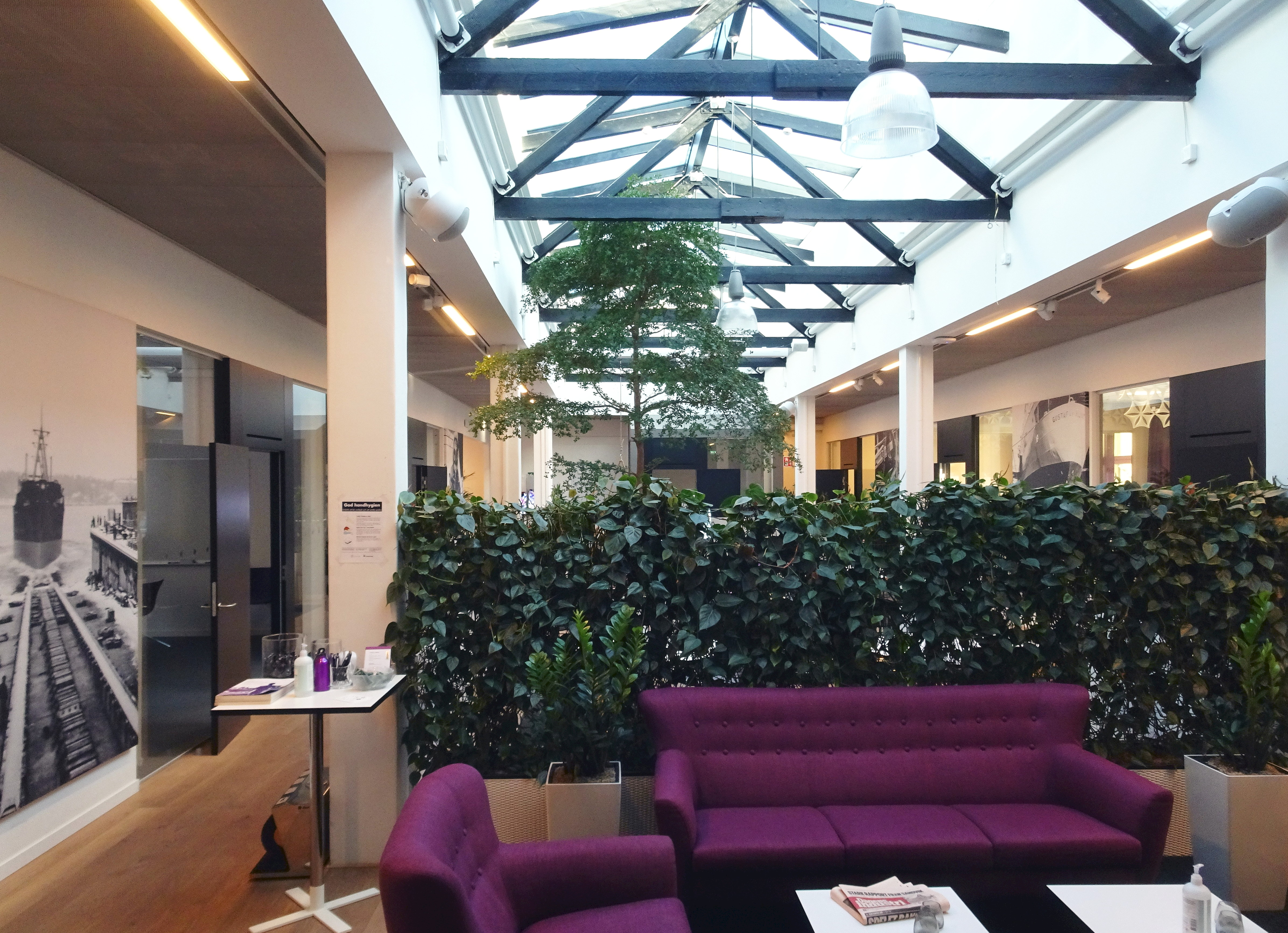

## Andra bevarade byggnader från varvstiden
- Finnboda varvs affärs- och ritkontor
- Finnboda varvs svets- och verkstadshall
- Finnboda varvs snickeri- och timmermansverkstad
- Finnboda varvs verkstadskontor
- Finnboda varvs ångmaskinverkstad
- Beckbrukets chefsbostad